# Farsetia tenuisiliqua
Farsetia tenuisiliqua är en korsblommig växtart som beskrevs av Bengt Edvard Jonsell. Farsetia tenuisiliqua ingår i släktet Farsetia och familjen korsblommiga växter. Inga underarter finns listade i Catalogue of Life.